# Coregonus bezola
Coregonus bezola är en fiskart som beskrevs av Fatio, 1888. Coregonus bezola ingår i släktet Coregonus och familjen laxfiskar. IUCN kategoriserar arten globalt som utdöd. Inga underarter finns listade i Catalogue of Life.